# Río Blanco (Costa Rica)
El río Blanco es un río perteneciente a la vertiente del Atlántico de Costa Rica, cercano a la ciudad de Guápiles, cantón de Pococí, en la provincia de Limón. Nace en las faldas del volcán Turrialba y su cauce presenta dirección sur-norte. Es afluente del río Toro Amarillo, a su vez afluente del río Sucio. De este se origina el río Chirripó Norte, el cual es afluente del río Colorado, un brazo del río San Juan que desemboca directamente en el mar Caribe. El río Blanco es objeto de turismo dado que posee una catarata de 80 metros de altura, rodeada de bosque tropical húmedo primario y secundario. Es atravesado por la ruta 32 mediante un puente, a la altura del poblado también llamado Río Blanco.